# Ouindongtenga
Ouindongtenga est une localité située dans le département de Bagaré de la province du Passoré dans la région Nord au Burkina Faso.

## Géographie
Ouindongtenga est situé à 12 km à l'ouest de Bagaré, le chef-lieu du département, à 15 km à l'est de Yaba et à environ 55 km à l'ouest du centre de Yako.

## Santé et éducation
Le centre de soins le plus proche d'Ouindongtenga est le centre de santé et de promotion sociale (CSPS) de Bagaré tandis que le centre médical avec antenne chirurgicale (CMA) de la province se trouve à Yako.
Le village possède une école primaire.